# Ciclo de tanque presurizado

Ciclo de tanques presurizados. La presión de los tanques de los propergoles hace fluir a estos hacia el motor, eliminando la necesidad de turbobomba.

El ciclo de tanques presurizados es una variante en los diseños de motor cohete. Un suministro de gas independiente, generalmente helio, a veces nitrógeno, presuriza los tanques de propergoles. Mientras la presión en los tanques sea superior a la de la cámara de combustión fluirá combustible y oxidante a la cámara de combustión. Este ciclo carece de turbobomba lo cual simplifica y abarata. 
La presión de los motores alimenta las tuberías de manera simple, careciendo de compleja turbomaquinaria. Un procedimiento de arranque normal comienza con la apertura de una válvula, a menudo un dispositivo pirotécnico de un solo uso, para permitir que el gas de presurización fluya a través de las válvulas de retención en los tanques de propergol. A continuación, las válvulas del motor se abren. Si combustible y oxidante son hipergólicos, se encienden al entrar en contacto, no requiriendo un sistema de ignición.  Se pueden realizar múltiples encendidos con solamente abrir o cerrar las válvulas de propergol, según sea necesario. Pueden ser accionadas eléctricamente, o por la presión del gas controlado por válvulas más pequeñas de accionamiento eléctrico.
Se debe tener cuidado, especialmente si se mantienen encendidos durante largos periodos, para evitar el enfriamiento excesivo del gas de presurización a la expansión adiabática que es el principio de funcionamiento de los ciclos de refrigeración. El helio no se licúa con el frío, pero podría congelar el propergol, disminuir la presión del tanque, o dañar los componentes que no están diseñados para bajas temperaturas. El módulo de descenso lunar del Apolo sistema de propulsión era inusual en el almacenamiento de helio en estado supercrítico pero muy frío. Se calentaba a través de un intercambiador de calor del combustible a temperatura ambiente.
Por su sencillez y fiabilidad los propulsores de maniobra orbital y control de actitud son casi siempre sistema de tanques presurizados. Los ejemplos incluyen el control de reacción (RCS) y de maniobra orbital (OMS) los motores del transbordador espacial, los RCS y el motor Service Propulsión System (SPS) en el Módulo de mando y servicio de la nave Apolo, y los RCS, y motores de ascenso y descenso del módulo lunar Apolo. 
Algunas etapas de lanzamiento superior también utilizan motores alimentados a presión. Estos incluyen el motor AJ-10 de la segunda etapa del vehículo de lanzamiento Delta II, motores Agena, y el motor Krestel del cohete Falcon-1 de SpaceX. 
En la década de 1960 el Sea Dragon, un proyecto de cohete de grandes dimensiones y sencillez, habría utilizado este sistema en sus motores.
Aunque el sistema de tanques presurizados es muy sencillo tienen límites prácticos en la presión del propergol, que a su vez limita la presión de la cámara de combustión. Los tanques de los propergoles sometidos a presión deben tener paredes más robustas, lo que se traduce en un espesor mayor y esto en un peso mayor. Lo que reduce la carga útil, y el rendimiento del cohete. Este límite en la presión de los tanques afecta a la presión de la cámara de combustión que debe ser menor. Esto también reduce el rendimiento. Como la etapa inicial es muy voluminosa se necesita grandes depósito y un aumento en el espesor de las paredes penalizaría con un gran aumento del peso muerto, por esto en los grandes propulsores de la etapa inicial se emplea o motores de combustible sólido o algún ciclo que emplee turbobomba.

## Otros ciclos de motores cohete
- Ciclo de combustión
- Ciclo con generador de gas
- Combustión escalonada
- Ciclo expansor